# Галушин, Владимир Михайлович
Владимир Михайлович Галушин (9 мая 1932, Архангельск — 27 января 2024, Москва) — советский и российский учёный-орнитолог, организатор экологического образования в СССР и России, профессор, доктор биологических наук, почетный профессор Московского педагогического государственного университета, академик Российской академии естественных наук. Президент Союза охраны птиц России (2001—2005). Заслуженный эколог Российской Федерации (1999), отличник просвещения СССР (1984).

## Биография
Родился 9 мая 1932 года в Архангельске в семье военнослужащего и учительницы.
Детство провел в окрестностях г. Ливны Орловской области. Во время Великой Отечественной войны эвакуирован с мамой, Юлией Адриановной, в Горьковскую область. Окончил десятилетнюю школу с золотой медалью. В 1955 г. окончил с отличием биологический факультет Горьковского государственного университета. В том же году поступил в аспирантуру кафедры зоологии и дарвинизма Московского государственного педагогического института им. В. И. Ленина (МГПИ). По окончании аспирантуры, в 1958 г. принят на работу ассистентом, затем старшим преподавателем, доцентом, а с 1992 года - профессором кафедры зоологии и экологии, где работал до 2024 г. За многолетний и плодотворный труд в МГПИ-МПГУ в 2016 году удостоен звания «Почётный профессор МПГУ».
В период работы в МГПИ им. В. И. Ленина Министерство просвещения СССР направляло В. М. Галушина в длительные заграничные командировки по линии ЮНЕСКО в Индию (1967-1971) и Афганистан (1982-1986), где он руководил проектами формирования национальных систем образования. В воюющем Афганистане Галушин В. М. был координатором проекта ЮНЕСКО по созданию Кабульского педагогического института.
С 1 сентября 2006 по 31 декабря 2017 г. по совместительству — профессор кафедры биогеографии географического факультета МГУ.
Скончался 27 января 2024 года на 92-м году жизни.

## Научная деятельность
В. М. Галушин – создатель научной школы изучения и охраны хищных птиц, один из авторов теории синхронных колебаний в системе хищник-жертва, обеспечивший в 1970-е годы убедительно аргументированную научную базу для прекращения преследования пернатых хищников в Советском Союзе.
По итогам работы комиссии по хищным птицам, созданной в 1962 г., был опубликован доклад на научно-техническом совете Главохоты РСФСР, указавший на незначительность ущерба, который хищные птицы наносят охотничьим ресурсам, и прекратилась практика их отстрела (на основании приказа по Главному управлению охотничьего хозяйства и заповедников при Совете министров РСФСР «Об упорядочении регулирования численности хищных птиц», опубликованного в журнале «Охота и охотничье хозяйство»).
Разработал концепции адаптационных стратегий хищных птиц и толерантной орнитологии, направленных на оптимизацию комплексной системы приспособлений пернатых хищников к меняющимся условиям жизни и на снижение исследовательского пресса на популяции птиц.
В 1966 г. защитил кандидатскую диссертацию «Состав и динамика населения хищных птиц Европейского центра СССР», а в 2006 г. - докторскую диссертацию «Адаптивные стратегии хищных птиц».
Полевые работы проводил в разных природных зонах Европейской России, а также в Индии, Афганистане, Южной Африке, на Аляске (США) и некоторых других странах.
Им опубликовано свыше 350 работ, в т.ч. более 80 статей на английском языке, включая более 150 учебно-методических публикаций и 5 учебников для школы и ВУЗов. Автор трех научных монографий по хищным птицам, соавтор ряда фундаментальных сводок: «Жизнь животных», «Фауна мира», «Красные книги» СССР, РСФСР, РФ, «Birds in Europe». Подготовил 18 кандидатов наук (среди которых Кузнецов А. В., Костин А. Б., Давыгора А. В., Романов М. С., Захарова (Кубарева) Н. Ю., Мельников В. Н., Нагайцева Ю. Н., Бабушкин М. В., Соловков Д. А., Мечникова С. А., Егорова Н. А., Богомолов Д. В. и др.) консультировал работу над диссертациями еще более 30 молодых специалистов в разных регионах страны. Входил в состав нескольких диссертационных  советов, редколлегий научных журналов и многих оргкомитетов международных конференций.

## Педагогическая деятельность
Галушин В. М. один из основателей системы экологического образования в СССР и РФ, соавтор первого в стране школьного учебника «Экология» (1997), выдержавшего более 25 изданий. Соавтор первого в СССР учебника «Охрана природы» для студентов педвузов (1975). В 1970-е годы разработал новый для педвузов курс социальной экологии и ряд авторских спецкурсов, развивающих это направление. Автор пяти учебных пособий по биологии и охране природы для школ и педколледжей Афганистана и Индии.
Более 30 лет занимался экологическим просвещением в качестве постоянного участника ТВ-программы «В мире животных», автора публикаций в научно-популярных журналах и других средствах массовой информации. Студентам МПГУ и МГУ, а также учителям школ и преподавателям вузов он читал курсы по общей и социальной экологии, охране природы, зоологии, общей биологии, экологическому туризму. Сходные курсы были прочитаны (на английском языке) в Индии и Афганистане, краткий курс полевой зоологии проведен в Суонси (Уэльс, Великобритания).

## Награды и премии
- Юбилейная медаль «За доблестный труд в ознаменование 100-летия со дня рождения В. И. Ленина»;
- Медаль «В память 850-летия Москвы»; (1997 г.).
- Почетный знак «Отличник народного просвещения РСФСР»;
- Почетный знак «Отличник просвещения СССР» (1984 г.);
- Звание «Заслуженный эколог Российской Федерации» (1999 г.);
- «Почетный работник охраны природы» (2007 г.)
- Почетный профессор МПГУ (2016 г.)

## Профессиональная деятельность
- Член Комиссии по природоохранному просвещению Международного союза охраны природы (1969–2004) IUCN Commission on Education[3];
- Действительный член Российской Академии естественных наук;
- Президент Союза охраны птиц России (2001-2005);[4]
- Президент Русского общества сохранения и изучения птиц (2012);[4]
- Вице-президент Всемирной ассоциации по изучению и охране хищных птиц World Working Group on Birds of Prey (1992–2006);
- Эксперт ЮНЕСКО (P4) по биологическому и экологическому образованию и руководитель проекта (P5) в Индии (1967-1971);
- Координатор ЮНЕСКО (D1) в Афганистане (1982-1986);
- Член Президиума ЦС Всероссийского общества охраны природы
- (1986-2004);
- Член ученого совета Дарвиновского музея
- Член ученого совета биолого-химического факультета МПГУ

## Основные публикации
- Михеев А. В., Галушин В. М., Гладков Н. А., Иноземцев А. А., Константинов В. М. Охрана природы. Учебник для студентов биологических специальностей педагогических институтов. 3  издания. // «Просвещение». 1975, 1981, 1987.
- Гладков М. О., Михеев О. В., Галушин В. М. Охорона природи. // Вища школа, Киiв. 1980.
- Чернова Н. М., Галушин В. М., Константинов В. М. Основы экологии (Экология). Учебник для  9 (10-11) классов. 15 изданий. // «Просвещение» («Дрофа»). 1996-2015.
- Чернова Н. М., Галушин В. М., Жигарев И. А., Константинов В. М.; под редакцией  профессора И. А. Жигарева. Экология. 10-11 классы: учебник: базовый уровень - Москва:  Просвещение, Дрофа 2016,2017,2018,2019,2020,2021, 2022. - 302 с. : цв. ил., портр., табл.; 22 см. -  (Российский учебник).
- Жигарев И. А., Галушин В. М. Методическое пособие к учебнику «Экология», 10-11 классы. // «Дрофа-Вертикаль», 2013-2022. — 182 с.
- Константинов В. М., Галушин В. М., Жигарев И. А., Челидзе Ю. Б. Рациональное  использование природных ресурсов и охрана природы. Учебное пособие для студентов. // «Академия». 2009.
- Doraiswami S., Sharma S. P., Mazumdar S., Galushin V. M., Galakhov V. I. Biology. Part I-III //  Science for Middle Schools, New Delhi, India. 1970-1971 (англ.)
- Галушин В. М., Хаджир К. Природа и человек. Учебник для Кабульского педагогического  института. Части 1 и 2 // Кабул, Афганистан. 1983-1984 (англ. и дари)
- Галушин В. М. Хищные птицы. М.: Лесная промышленность, 1970. 134 с.
- Галушин В. М. Численность и территориальное распределение хищных птиц Европейского  Центра СССР. //Труды Окского государственного заповедника, вып.8. М.: Лесная промышленность,  1971. С. 5-132.
- Галушин В. М. Опыт обзора проблемы: хищные птицы и современная среда.  //Адаптационные особенности и эволюция птиц. М.: Наука, 1977. С.78-88.
- Галушин В. М. Хищные птицы леса. Жизнеописания, проблемы, решения. М.: Лесная  промышленность, 1980. 158 с.
- Галушин В. М. Роль хищных птиц в экосистемах. //Итоги науки и техники. Зоология  позвоночных, т. 11. М.: Изд. ВИНИТИ, 1982. С. 158-238.
- Галушин В. М. Адаптации хищных птиц к современным антропогенным воздействиям.  //Зоологический журнал, т. LXI, вып. 7. М.: Наука, 1982. С. 1088-1096.
- Галушин В. М., Костин А.Б. Толерантная орнитология. //Орнитология в Северной Евразии. Материалы XIII Международной орнитологической конференции Северной Евразии. Тезисы докладов. Оренбург: издание Оренбургского государственного педагогического университета ИПК ОГУ, 2010. С. 5-6.
- Галушин В. М. Синхронный и асинхронный типы движения системы хищник – жертва.  Второе издание //Русский орнитологический журнал, 2016, т. 25. Экспресс-выпуск 1359, с. 4223- 4240.[5]
- Птицы Москвы. Определитель. Мосалов А. А., Авилова К. В., Волков С. В., Галушин В. М.,  Ерёмкин Г. С., Зубакин В. А., Зубакина Е. В., Кайгородова Е. Ю., Калякин М. В., Касаткина Ю. Н.,  Коблик Е. А., Косенко Е. М., Марова И. М., Редькин Я. А., Сметанин И. С. Департамент  Природопользования и охраны окружающей среды города Москвы (МОСПРИРОДА), Ториус77. Москва, 2007 год, 156 с.
- Пернатые хищники / [В. М. Галушин]; Министерство сельского хозяйства СССР. — Москва : Колос, 1977. — [1] отд. л., слож. в [6] с.; 22 см.
- Миграции птиц Восточной Европы и Северной Азии : Хищные — журавлеобразные / [В. М. Галушин, Д. Н. Нанкинов, Р. Шмидт и др.; Отв. ред. Х. А. Михельсон, Я. А. Виксне]. — Москва : Наука, 1982. — 287 с. : ил., карт.; 21 см.
- Фауна мира. Птицы : Справочник / [В. М. Галушин и др.]; Под общ. ред. В. Е. Соколова; Под ред. В. Д. Ильичева. — Москва : Агропромиздат, 1991. — 298,[13] с. : ил.; 27 см; ISBN 5-10-001229-3
- Изучение и охрана хищных птиц Северной Евразии = Research and conservation of the raptors in Northern Eurasia : материалы V международной конференции по хищным птицам Северной Евразии, Иваново, 4-7 февраля 2008 г. / [редкол. : В. М. Галушин и др.]. — Иваново : Ивановский гос. ун-т, 2008. — 359 с. : табл.; 20 см; ISBN 978-5-7807-0673-1